# 435
435（四百三十五、よんひゃくさんじゅうご）は自然数、また整数において、434の次で436の前の数である。

## 性質
- 435は合成数であり、約数は 1, 3, 5, 15, 29, 87, 145, 435 である。
  - 約数の和は720。
- 435 = 1 + 2 + 3 + 4 + 5 + 6 + 7 + 8 + 9 + 10 + … + 28 + 29
  - 29番目の三角数である。1つ前は406、次は465。
    - 10番目の素数番目の三角数である。1つ前は276、次は496。(オンライン整数列大辞典の数列 A034953)

  - 15番目の六角数である。1つ前は378、次は496。
- 52番目の楔数である。1つ前は434、次は438。
  - 三角数の楔数としては7番目の数である。1つ前は406、次は465。
- 各位の和が12になる38番目の数である。1つ前は426、次は444。
- 各位の積が各位の和の5倍になる5番目の数である。1つ前は354、次は453。(オンライン整数列大辞典の数列 A062382)
- 435 = 52 + 72 + 192 = 52 + 112 + 172
  - 3つの平方数の和2通りで表せる104番目の数である。1つ前は432、次は452。(オンライン整数列大辞典の数列 A025322)
  - 異なる3つの平方数の和2通りで表せる86番目の数である。1つ前は433、次は443。(オンライン整数列大辞典の数列 A025340)
- 435 = 13 + 33 + 43 + 73
  - 4つの正の数の立方数の和で表せる106番目の数である。1つ前は434、次は439。(オンライン整数列大辞典の数列 A003327)
  - 異なる正の数の4つの立方数の和1通りで表せる18番目の数である。1つ前は432、次は442。(オンライン整数列大辞典の数列 A025408)
- 桁で並べ替えをすると連続自然数になる40番目の数である。1つ前は432、次は453。(オンライン整数列大辞典の数列 A288528)
- 435 = 14 − 24 + 34 − 44 + 54
  - n = 5 のときの |14 − 24 + … + (−1)n+1n4| の値とみたとき1つ前は190、次は861。(ただし| |は絶対値記号)(オンライン整数列大辞典の数列 A062392)
    - 正の数の値とみたとき1つ前は66、次は1540。
- 435 = 222 − 49
  - n = 22 のときの n2 − 49 の値とみたとき1つ前は392、次は480。(オンライン整数列大辞典の数列 A098848)

## その他 435 に関連すること
- バーコード規格、EANの国コード435は、ドイツ。
- グレイソン(USS Grayson, DD-435)は、アメリカ海軍の駆逐艦。
- コルセア(USS Corsair, SS-435)は、アメリカ海軍の潜水艦。
- ウクライナ海軍の潜水艦、ザポリージャのソ連時代の旧称は、B-435。
- アメリカ合衆国下院の定数。